# Saïd Abbou
Saïd Abbou (Mechelen, 22 maart 1989) is een Belgisch voetballer. Abbou kreeg zijn jeugdopleiding bij YR KV Mechelen, K. Lierse SK, KFC Duffel en KVC Westerlo. Zijn professionele carrière begon bij KVC Westerlo. Zijn voormalige profclub was Antwerp FC, waar hij na een sterke voorbereiding amper aan spelen toekwam. Hierdoor maakte hij na dat laatste seizoen de stap te vertrekken bij de club.
Hij maakte zijn debuut voor Antwerp FC op 25 juni 2010 tegen KFC Berendrecht Sport, toen hij in de 65e minuut inviel voor Yannick Put. Hij scoorde die wedstrijd tweemaal. Datzelfde seizoen won hij met Antwerp de stadsderby tegen aartsrivaal K. Beerschot AC met 1-0 in het Bosuilstadion.
In het begin van het seizoen 2012-2013 stapte hij over naar de Marokkaanse 1ste klasser Difaa El Jadida maar deze transfer werd na enkele maanden om financiële redenen tenietgedaan.
Dat seizoen werkte hij af bij K. Kampenhout SK in de Vierde klasse, waar hij in 665 speelminuten goed was voor vijf doelpunten.
In het seizoen 2013/14 werd Abbou na tien wedstrijden weer actief voor K. Kampenhout SK en was hij goed voor dertien goals en acht assists in negentien wedstrijden voor de club. 
Sinds het seizoen 2021-2022 speelt de Antwerpenaar in de kleuren van fusieclub BHS United.

## Clubs
- 2008-2009 :KVC Westerlo
- 2009-2010 :KV Mechelen
- 2010-2011 :Royal Antwerp FC
- 2011-2012 :Londerzeel SK
- 2012 : Difaa El Jadida
- 2012-2014 :K. Kampenhout SK
- 2014-2015 :KFC Sint-Lenaarts
- 2015-2016 :HO Wolvertem-Merchtem
- 2016-2017 :KAC Betekom
- 2017-2018 :FC Mariekerke
- 2018-2021 :Avanti Stekene
- 2021-....  :BHS United